# Karl Emmerich Baumgärtel
Karl Emmerich Baumgärtel (* 18. Jänner 1887 in Mauer; † 27. August 1958 in Linz) war ein österreichischer Lyriker.

## Leben
Baumgärtel kam früh nach Linz, wo er das Gymnasium besuchte. Später studierte er an der Universität Wien.
Er betätigte sich früh als Lyriker und Essayist zur zeitgenössischen Literatur und bildende Kunst.
Obwohl er unterschiedlichen Berufen nachging wie Feuilleton-Redakteur, Sekretär des Landesbildungsamtes, Schriftleiter, Bibliothekar und Pressereferent wurde er als einer der letzten Bohemiens angesehen. Finanziell steckte er des Öfteren dadurch in Schwierigkeiten, in späteren Jahren wurde er von Krankheiten geplagt.
Am 28. Mai 1938 beantragte er die Aufnahme in die NSDAP und wurde rückwirkend zum 1. Mai desselben Jahres aufgenommen (Mitgliedsnummer 6.296.406).
Anfang der 1950er Jahre fungierte er als Sekretär des Oberösterreichischen Künstlerbundes.
Kurze Zeit nach dem Tod seiner Gattin starb er am 27. August 1958 in Linz. Sein schriftlicher Nachlass befindet sich im Archiv der Stadtgemeinde Linz, wobei darin eine große Anzahl noch nicht veröffentlichter Arbeiten, vor allem Lyrik enthalten ist.

## Straßenumbenennung in Katzbach
Nachdem die Stadt Linz ab 1988 vermehrt bemüht war, aktive Vergangenheitsbewältigung zu betreiben, wurde beschlossen, die nach Karl Emmerich Baumgärtel benannte Straße stattdessen nach Emil Baumgärtel zu benennen. Forschungen (Michaela Gustenau, Walter Schuster) hatten ergeben, dass der Lyriker während des Nationalsozialismus Hauptstellenleiter im Gaupresseamt Oberdonau und ab 1943 Pressereferent für Gau und Reich in Oberdonau gewesen war und dies keineswegs eine untergeordnete Tätigkeit war. Er hatte in seinen Versen noch im April 1954 Franz Langoth als besonders edlen Menschen charakterisiert. Die Umbenennung wirkte sich für die Anrainer nicht aus, lediglich die Namenserklärungen auf den Straßentafeln wurden ausgetauscht.

## Auszeichnungen
- 1921 Lyrikpreis des Bundes für freie Kunst in Berlin
- 1953 Kulturpreis der Stadt Linz

## Veröffentlichungen
- 1913: Korona, Gedichte
- 1921: Die frühen Lieder, Gedichte
- 1926: Neuer Frühling
- 1926: Die Gedichte des Knaben
- 1941: Neue Fresken in Oberdonau, in: Oberdonau
- 1943: Ein Maler der Linzer Frauenschönheit. Leben und Werk Albert Ritzbergers, in: Oberdonau
- 1951: Ein Zeitgenosse Franz Stelzhamers, Sebastian Haydecker, in Die Silberrose, Zeitschrift des Schutzbundes schaffender Künstler
- 1951: Hans Pollack. Zum Eintritt des Künstlers ins 60. Lebensjahr, in: Die Silberrose, Zeitschrift des Schutzverbandes schaffender Künstler, gemeinsam mit Hans H. Pilz
- 1952: Das weite Land. Aus dem lyrischen Schaffen der Mitglieder des Oberösterreichischen Künstlerbundes, Oberösterreichischer Künstlerbund (Herausgeber), Linz
- 1953: Das goldene Jahr, Oberösterreichischer Künstlerbund (Herausgeber), Linz
- 1953: Schicksalsgemeinschaft mit einer Stadt. In: Jahrbuch der Stadt Linz 1952. Linz 1953, S. 545–552 (ooegeschichte.at [PDF]).